# Miranda do Corvo (freguesia)
A Freguesia de Miranda do Corvo é uma freguesia portuguesa do Município de Miranda do Corvo com 46,61 km² de área e 7102 habitantes (censo de 2021), tendo, por isso, uma densidade populacional de 152,4 hab./km².

## Demografia
Nota: Com lugares desta freguesia foi criada por decreto-lei de 07/11/1907 a Areguesia de Vila Nova (Fonte: INE)
A população registada nos censos foi:
| Distribuição da População por Grupos Etários | Distribuição da População por Grupos Etários | Distribuição da População por Grupos Etários | Distribuição da População por Grupos Etários | Distribuição da População por Grupos Etários |
| -------------------------------------------- | -------------------------------------------- | -------------------------------------------- | -------------------------------------------- | -------------------------------------------- |
| Ano                                          | 0-14 Anos                                    | 15-24 Anos                                   | 25-64 Anos                                   | > 65 Anos                                    |
| 2001                                         | 1255                                         | 921                                          | 3806                                         | 1158                                         |
| 2011                                         | 1169                                         | 827                                          | 4114                                         | 1504                                         |
| 2021                                         | 819                                          | 778                                          | 3740                                         | 1765                                         |

## Lugares

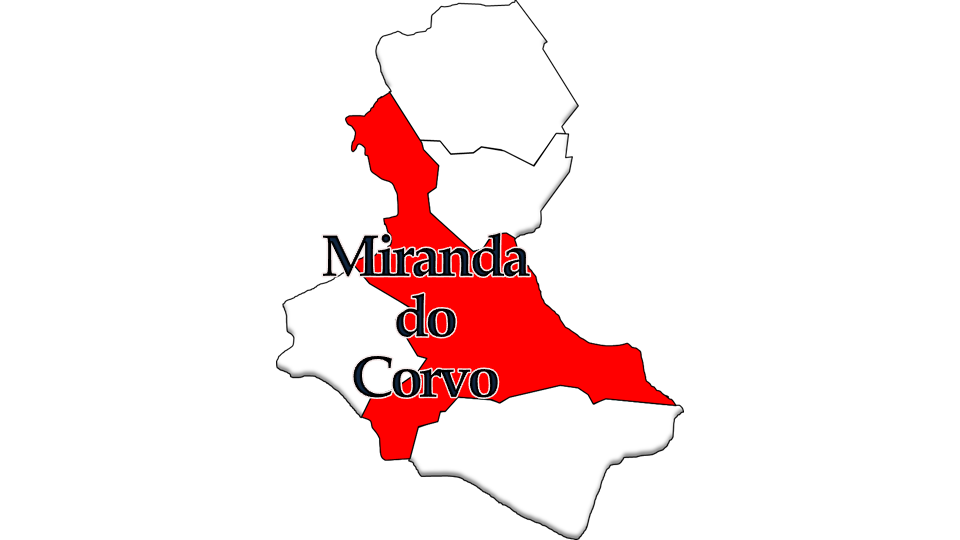
Localização da freguesia no Município de Miranda do Corvo

Além da vila de Miranda do Corvo, sede da freguesia, pertencem à Freguesia de Miranda do Corvo as seguintes localidades:
- Bairro Novo,
- Bubau,
- Bujos,
- Cabeço,
- Cadaixo,
- Carapinhal,
- Chapinha,
- Corvo,
- Espinho,
- Fraldeu,
- Galhardo,
- Godinhela,
- Lobazes,
- Lomba do Faval,
- Meãs,
- Moita,
- Moinhos,
- Montoiro,
- Pai Viegas,
- Pereira,
- Pinheiro,
- Trémoa,
- Retorta,
- Roçaio,
- Tábuas,
- Tróia,
- Vale de Açor,
- Vale Salgueiro,
- Vale Simões e
- Vendas da Serra.

## Personalidades ilustres
- José Augusto Fernandes (1964 - 2020) - Bombeiro e árbitro

## Gastronomia
Na gastronomia destaca-se a chanfana, comida da carne de cabra feita no vinho tinto nas caçarolas de barro, os negalhos, a sopa de casamentos e o chispe.

## Património
- Pelourinho de Miranda do Corvo